# Paratendipes lahaulensis
Paratendipes lahaulensis är en tvåvingeart som först beskrevs av Singh 1958.  Paratendipes lahaulensis ingår i släktet Paratendipes och familjen fjädermyggor. Inga underarter finns listade i Catalogue of Life.